# Port lotniczy Nowy Sad
Port lotniczy Nowy Sad (IATA: QND, ICAO: LYNS) – port lotniczy położony 16 km na północ od Nowego Sadu w miejscowości Čenej, w Serbii (Wojwodina).